# Valleroy (Doubs)
Valleroy is een gemeente in het Franse departement Doubs (regio Bourgogne-Franche-Comté) en telt 89 inwoners (2004). De plaats maakt deel uit van het arrondissement Besançon.

## Geografie
De oppervlakte van Valleroy bedraagt 3,0 km², de bevolkingsdichtheid is 29,7 inwoners per km².
De onderstaande kaart toont de ligging van Valleroy (Doubs) met de belangrijkste infrastructuur en aangrenzende gemeenten.

## Demografie
Onderstaande figuur toont het verloop van het inwonertal (bron: INSEE-tellingen).